# La Casassa
|  | Per a altres significats, vegeu «la Casassa (Rupit i Pruit)». |

La Casassa és una antiga masoveria dels Montagut al municipi de Ribes de Freser (el Ripollès) que forma part de l'Inventari del Patrimoni Arquitectònic de Catalunya. El vessant de la muntanya i l'orientació concretant un tipus de construcció que allarga al màxim la façana al sol i s'arrecera del vent. Les obertures de la façana de la casa col·locades simètricament, denoten la influència de cultures alienes. El massís de la paret de la cabanya adjacent a la casa queda interromput per la permeabilitat dels arcs que allarguen l'era fins a l'aixopluc.